# Fodor Imre (politikus)
Fodor Imre (Csíksomlyó, 1937. június 16. – Marosvásárhely, 2015. szeptember 29.) erdélyi magyar politikus, Marosvásárhely volt polgármestere, az Erdélyi Magyar Nemzeti Tanács alelnöke és a Marosszéki Székely Tanács elnöke.

## Élete
Az iskolát szülővárosában, Csíksomlyón végezte, majd ikertestvérével együtt a Bukaresti Műegyetemen (Politehnica) tanult. Fiatalságát derékba törte az 1956-os magyar forradalom utáni román megtorlás: édesapját 25 év kényszermunkára ítélték, őt és testvérét kicsapták az egyetemről. Később mégis elvégezte tanulmányait, majd 1967-ben Marosvásárhelyre költözött, ahol 1995-ig mérnökként dolgozott az Azomureș vegyipari kombinátban.
Az RMDSZ jelöltjeként 1996-tól 2000-ig Marosvásárhely polgármestere, 2000 és 2004 között alpolgármestere volt. 2006–2008 között a Székely Nemzeti Tanács elnökeként tevékenykedett.

## Díjai, elismerései
- 2000 – Újbuda díszpolgára [2]
- 2011 – A Magyar Köztársasági Érdemrend tisztikeresztje – polgári tagozat[3]